# Tianqi-kejsaren
Tianqi-kejsaren (天啟帝, regeringstid: 1605–1627) var en kinesisk kejsare under Mingdynastin. Hans egentliga namn var Zhu Youjiao (kinesiska: 朱由校?, pinyin: Zhū Yóujiào). Namnet Tianqi kommer av namnet på hans regeringsperiod, Tiānqǐ (天啟). I Kina går han dessutom under sitt postuma namn Zhédì (悊帝) och sitt så kallade tempelnamn, Xīzōng (熹宗).
Zhu Youjiao var son till Taichang-kejsaren, som hann regera blott en månad innan han dog. Själv satt Zhu Youjiao vid tronen i sju år, men brydde sig av allt att döma ganska lite om rikets affärer. I stället stred olika ämbetsmän och gunstlingar, bland dem enucken Wei Zhongxian och amman Madame Ke, om makten, ett tillstånd hans kejsarinna Zhang Baozhu förgäves försökte förändra.
Efter den barnlöse kejsarens död tog hans yngre bror, Zhu Youxiao, över med hjälp av hans änka, och antog Chongzhen-kejsaren.

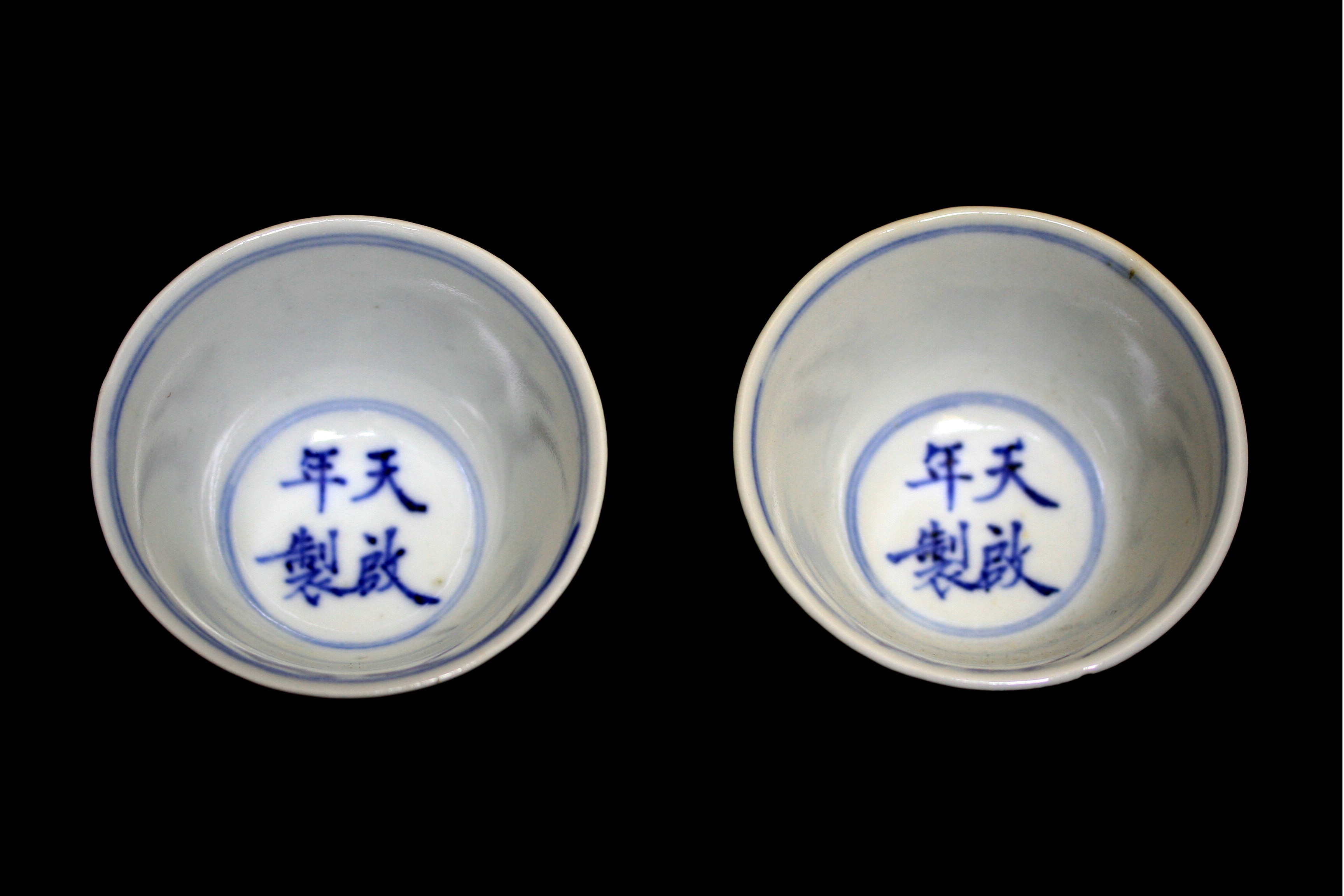
Tekoppar från Tianqi-perioden.